# Oltradige
Sotto la denominazione di Oltradige (Überetsch in tedesco) va inteso il territorio dell'Alto Adige ad ovest dell'Adige e a sud-ovest di Bolzano: si tratta di una zona collinare, a 200–500 m di altitudine, lungo le pendici della Costiera della Mendola sotto cui scorrono la strada del vino dell'Alto Adige e la ciclabile dell'Oltradige. La zona è ricca di castelli di origine medievale immersi tra vigneti e frutteti. Vi si trovano anche i due laghi di Monticolo ed il lago di Caldaro.

## I comuni

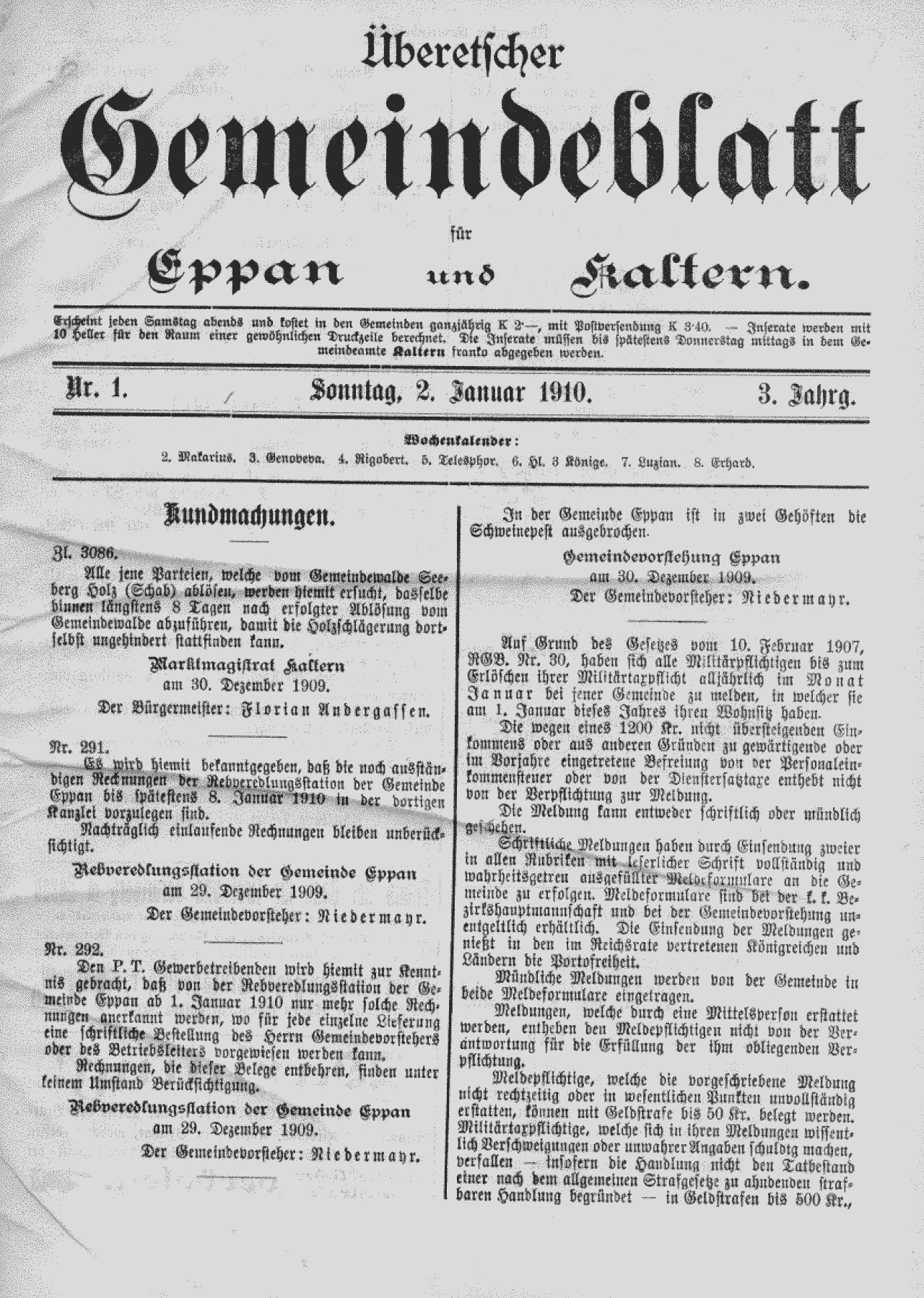
Frontespizio dello Überetscher Gemeindeblatt für Eppan und Kaltern, nell'edizione del 1910

L'Oltradige comprende i comuni di Appiano (Eppan) e Caldaro (Kaltern) ed è una delle più importanti aree vinicole dell'Alto Adige. Insieme alla Bassa Atesina (Unterland), forma il comprensorio Oltradige-Bassa Atesina.

## Ferrovie e funicolari
A cavallo tra l'Ottocento ed il Novecento e in particolare nei primi anni di quest'ultimo secolo i progressi scientifici e della tecnica cominciavano a lasciare le proprie tracce anche nel paesaggio. In particolare in Alto Adige vennero costruite diverse linee ferroviarie (una perfino in val Gardena: la ferrovia della Val Gardena), funicolari e funivie. Anche in Oltradige si completò nel 1898 la ferrovia Bolzano-Caldaro (Überetscher Bahn), che collegava il capoluogo, Bolzano, con Caldaro (Kaltern). Già pochi anni dopo, nel 1903, la linea venne prolungata mediante la funicolare della Mendola che portava i passeggeri fino all'omonimo passo (1.363 m s.l.m.) La prima è stata poi soppiantata, nel 1971, da una linea su gomma, mentre la funicolare è tuttora in esercizio.

## Stile costruttivo dell'Oltradige
Tra il 1550 ed il 1650 in tale stile vennero costruite diverse case di campagna e palazzi nei paesi di questa zona. Sono caratterizzati da un'ampia sala centrale, intorno a cui si dispongono diversi locali più piccoli. La sala è di solito provvista di finestre ad arco o bifore, mentre spesso si trovano annessi anche Erker e logge. Pregevoli pannellature in legno abbelliscono le stanze e contribuiscono a isolarle. Nello stile dell'Oltradige si incontrano e si fondono in mirabile armonia elementi architettonici nordici e di ispirazione italiana.

## Curiosità
Al confine tra i comuni di Appiano e Caldaro, ai piedi del monte di Ganda (Gander Berg) si trova una zona formata da pietrame sparso, anche di notevoli dimensioni, frutto di crolli della roccia della soprastante montagna. Originano probabilmente da un'epoca intorno alla fine dell'ultima glaciazione e sono parzialmente ricoperti da bosco. In tale area si trovano le cosiddette buche di ghiaccio (Eppaner Eislöcher). La parola tedesca Gand, che dà il nome all'insediamento vicino, significava in origine appunto "frana".